# Punto di Mauran
Punto di Mauran, in vocologia, è un punto ideale situato dietro i denti superiori, a livello della cresta alveolare, poi si dirige nel famoso terzo occhio, ove bisogna convogliare la propria voce per ottenere un timbro di voce ricco di frequenze medie e pertanto meglio udibile nel canto o nell'oratoria.